# Ultraphobic
Ultraphobic es el cuarto álbum de estudio de la banda estadounidense Warrant. Fue lanzado el 7 de marzo de 1995 por el sello CMC International, después de la aparente ruptura de la banda. El guitarrista Rick Steier (Kingdom Come) y el baterista James Kottak reemplazaron a Joey Allen y Steven Sweet respectivamente. El sonido del disco es un abandono drástico del glam metal, para acoger sonidos más relacionados con el grunge y el metal alternativo, géneros de moda en esa época.
Stephen Thomas Erlewine, quien hizo la reseña del álbum en allmusic, no valoró el álbum negativamente pero, según sus palabras, "la banda intenta sonar más dura, pero los guitarrazos grunge suenan forzados". A pesar de ello, añadió que las canciones que tienen su sonido más clásico están a la altura de las mejores que habían hecho.

## Lista de canciones
| N.º | Título               | Duración |  |
| 1.  | «Undertow»           | 3:12     |  |
| 2.  | «Followed»           | 3:41     |  |
| 3.  | «Family Picnic»      | 4:43     |  |
| 4.  | «Sum of One»         | 3:37     |  |
| 5.  | «Chameleon»          | 5:23     |  |
| 6.  | «Crawl Space»        | 2:38     |  |
| 7.  | «Live Inside of You» | 3:17     |  |
| 8.  | «High»               | 4:02     |  |
| 9.  | «Ride #2»            | 5:07     |  |
| 10. | «Ultraphobic»        | 3:25     |  |
| 11. | «Stronger Now»       | 3:57     |  |

## Personal
- Jani Lane - Voz
- Erik Turner - Guitarra
- Jerry Dixon - Bajo
- Rick Steier - Guitarra
- James Kottak - Batería
- Dave White - Teclados

## Sencillos
- «Family Picnic»
- «Stronger Now»
- «Followed»